# National Highway 93
National Highway 93 (NH 93) ist eine Hauptfernstraße im Bundesstaat Uttar Pradesh im Norden des Staates Indien mit einer Länge von 220 Kilometern. Sie beginnt in Agra am NH 2 und führt über Aligarh nach Moradabad an den NH 24.